# Kabbala
Kabbala (Hebreeuws: קַבָּלָה 'overlevering/receptie/ontvangen (traditie)', van qbl, 'ontvangen') is een vorm van joodse mystiek of esoterie die binnen rabbijnse kringen ontstond in het twaalfde-eeuwse Europa. Deze mystiek wordt gekenmerkt door een filosofische of theosofische benadering van God, een symbolische benadering van de kosmos, theürgische trekken, en een rituele weg die zou leiden tot een mystieke ervaring van God, verdrijving van het kwaad uit de wereld of inzicht in de schepping. Kabbala vormt een wezenlijk deel van het chassidische jodendom en was van invloed op de vroegmoderne westerse esoterie.

## Ontwikkeling

### Invloeden
Joodse mystiek ontstond in de eerste eeuwen, maar raakte niet wijdverbreid. Hoe de vroegste kabbala zich ontwikkelde, is onduidelijk. In de vakliteratuur is veel gediscussieerd over de mogelijke invloed vanuit de gnostiek en het katharisme (dat bloeide in Zuid-Frankrijk), maar dit blijft onbewezen. Geleerden uit de renaissance alsmede moderne onderzoekers vermoedden wel neoplatonische en islamitische invloed. Mogelijk is ook sprake van zoroastrische invloed door de voorstelling van het kwaad. Tevens vertonen de vroegste kabbalistische kringen overeenkomsten met esoterische kringen van de joodse Hasidey Ashkenaz of 'Vromen van Duitsland'.

### Middeleeuwen
Het woord kabbala betekent "dat wat ontvangen is", "traditie" en verwees vanaf de 2e eeuw in de Talmoed (de Avot) naar ontvangen traditie, met name van halachische zaken. Kabbala als mystieke stroming die zich profileerde als een geheime, esoterische traditie ontstond in Noord-Spanje en Zuid-Frankrijk (met name de Provence) in de 12e en 13e eeuw. Kabbala werd toen de benaming. De eerste verwijzing stamt uit de Provence, tweede helft 12e eeuw. Kabbalisten verwezen naar zichzelf met benamingen als 'zij die weten', 'zij die de geheimen van de taal kennen' en 'zij die de traditie kennen'. Kabbalisten zelf beriepen zich dus op een vermeende eeuwenoude traditie, niet op eigen creativiteit. Tevens beschouwden ze kabbala als één waarheid. Moderne onderzoekers beschouwen kabbala daarentegen als een middeleeuwse uitvinding die bestond (en bestaat) uit verschillende stromingen.
Kabbalisten beschouwden zichzelf doorgaans niet als mystici. Ze waren in de eerste plaats exegeten, theologen en predikers. Verscheidene halachische autoriteiten waren goed onderlegd in de kabbala, maar schreven er relatief weinig over, om de kennis geheim en besloten te houden. Vrij vroeg ontstond het idee dat mystiek beoefenen potentieel gevaarlijk was en voorbehouden moest blijven aan goed ontwikkelde en onderlegde personen. In de middeleeuwen betekende dat rabbijnen, getrouwde mannen van minstens veertig jaar. De studie van de kabbala vond plaats in besloten kring door een leerling onder begeleiding van een leraar.
De eerste kabbalistische tekst verscheen begin 13e eeuw van de rabbijn Isaak de Blinde (Yitshaq Sagi Nahor) in de Provence. Dit was vooral een commentaar op de 3e-eeuwse Sefer Jetzirah ('boek van de schepping'). Dit is een niet-kabbalistisch, kosmologisch traktaat waarin de schepping wordt voorgesteld als ontstaan door woorden van God en Zijn manipulatie van tien getallen (sefirot) en de 22 letters van het Hebreeuwse alfabet; deze worden aangeduid als 'poorten' of 'wortels', waaruit alles ontstaan is. Al dan niet in de kring rond Isaak de Blinde verscheen toentertijd de Sefer ha-bahir ('boek van helderheid', circa 1185), onterecht toegeschreven aan een 2e-eeuwse mysticus. De kabbalistische ideeën ervan gaan terug op bronnen die onbekend zijn.
In de eerste helft van de 13e eeuw kwam de kabbala kortstondig tot bloei in Gerona in Catalonië onder rabbijn Mozes ben Nachman (Nachmanides). Hij combineerde noties van de Provençaalse school en de Sefer ha-bahir en legde zo de basis voor de verdere ontwikkeling van de kabbala. Vervolgens bloeide de kabbala op in Castilië met mystieke teksten van denkers als Abraham Abulafia (1240–1291) en vormen zich enkele kabbalistische strekkingen. Vervolgens verscheen in de late 13e eeuw een derde belangrijke bron voor de kabbala, de Zohar ('stralende'), die in Noord-Spanje werd samengesteld door Mozes de Léon, die hem echter toeschreef aan de wijsgeer Shimon bar Yochai. Het werk is een compilatie van kabbalistische teksten. Door de erop volgende commentaren en imitaties werd de Zohar canoniek. De rabbijn Jozef Gikatilla was een leerling van achtereenvolgens Abulafia en Mozes de Léon. Hij schreef de invloedrijkste samenvatting van de kabbalistische doctrines, de Shaarey Ora ('De poorten van het licht').

### Vroegmoderne tijd en Luriaanse Kabbala
In de 15e eeuw werden de joden in Spanje vervolgd. Dit was van invloed op het groeiende messianisme in de kabbala en de toenemende populariteit daarvan in joodse kringen. Nadat de joden uit Spanje werden verdreven in 1492, raakte kennis van de kabbala verbreid in met name Noord-Afrika, Italië en de Levant. De kring rond Mozes de Léon werd de invloedrijkste. In de nu verspreide gemeenschappen maakte de Zohar een doorgaans belangrijk deel van de traditie uit. De eerste generatie bannelingen produceerde betrekkelijk veelvuldige maar eclectische teksten over de kabbala met als doel overleveringen veilig te stellen. Toch werden ook pogingen ondernomen om speculatieve systemen uit te bouwen. Sommige strekkingen legden zich toe op het zoeken naar diepere betekenissen in de Tora, andere streven naar extatische ervaringen.
In de 16e eeuw groeide de kabbala uit van versnipperde esoterische kringen naar een belangrijke stroming in de joodse cultuur. Belangrijk centra voor de beoefening van kabbala werden Jeruzalem en - vanaf 1540 - Safed in Palestina. Daar speelden Yosef Karo, Shelomoh ha-Levi Alkabets en Mosheh Cordovero een sturende rol in de ontwikkeling van de kabbala. Cordovero werd beïnvloed door Abraham Abulafia's werk, dat wel ingang vond in het Midden-Oosten. Cordovero schreef een samenvattend overzicht van alle kabbalistische variëteiten, Pardes rimmonim (1548). Hun volgelingen publiceerden werken die ook waren bedoeld voor een breder publiek. In Palestina werd de extatische kabbala gecombineerd met de theürgische, wat via Mosheh Cordovero's Pardes rimmonim mede de kabbalistische hoofdstroom ging vormen.
Eveneens in de 16e eeuw ontstond de Luriaanse Kabbala: In Safed, Israël werd Isaac Luria (1534–1572), een leerling van Mosheh, een van de bekendste joodse mystici van zijn tijd. Luria baseerde zich sterk op de Zohar. De twee belangrijkste aspecten van zijn denken waren gilgul (reïncarnatie) en tikkun (universele verlossing), die hij samen als basis zag voor een onweerlegbare theodicee. Volgens hem ontstond de wereld toen de alomtegenwoordige maar imperfecte Ein sof zich terugtrok van een bepaalde plaats, zodat een bijna-leegte ontstond. De reden van de terugtrekking was om de Ein sof te zuiveren van het onwenselijke 'potentieel andere', dat achterbleef in de lege plaats. Dat potentieel andere zou door goddelijk licht opgeheven moeten worden, maar er gaat iets mis. Het potentiële wordt actueel, en een aan Ein sof tegengestelde wereld (met daarin het kwaad) ontstaat. Vonken van het goddelijke licht bleven gevangen in deze lagere wereld. Ein sof wilde het dualisme tevergeefs herstellen door onder andere de sefirot te emaneren, die resulteerden in de fysieke wereld. Het dualisme bleef niettemin bestaan. Het is de taak van de kabbalist om de harmonie te herstellen door zich volledig te onderwerpen aan de normen van goed gedrag en door religieuze perfectie na te streven. Zo zou hij de vonken van goddelijk licht bevrijden. De vonken voeden het kwaad, en niets kan bestaan zonder het licht, dus de vonken bevrijden is de weg tot harmonie. Alle materie is bezield en ieder mens heeft een taak in het herstel van de oorspronkelijke perfectie van de wereld.
Luria's kabbala genoot de volgende eeuwen grote populariteit. Hoewel doorontwikkelde strekkingen van kabbala ontstonden, is thans de luriaanse kabbala de standaardversie in het onderwijs (de yeshivot). In de 18e eeuw ontstond het chassidische jodendom, dat zich sterk verbreidde over Oost-Europa, en waar de luriaanse leer een wezenlijk onderdeel van uitmaakte.
De reputatie en betekenis van kabbala veranderde in de vroegmoderne tijd. De associatie daarvan met magie werd versterkt door de publicatie van joodse heiligenlevens in met name de 16e eeuw, waarin joodse denkers als Maimonides (zelf geen kabbalist) en Nachmanides allerlei wonderwerken met behulp van kabbalistische magie werden toegeschreven.
In Italië werd Abraham Abulafia's werk vertaald in het Latijn, wat resulteerde in de ontwikkeling van christelijke kabbala tijdens de Italiaanse renaissance door esoterici als Giovanni Pico (1463–1494). Pico leerde daarvoor Hebreeuws maar gebruikte ook vertalingen van de bekeerde jood Flavius Mithredates. Pico en andere christenen zoals Johannes Reuchlin associeerden kabbala met universele wijsheid, magie en Griekse filosofie. Volgens Pico kon de christelijke waarheid bijvoorbeeld worden gedemonstreerd met magie en kabbala. Reuchlins De Arte kabbalistica (1516) werd een standaardwerk voor geïnteresseerde christenen. Westerse denkers als Giordano Bruno en Gottfried Leibniz werden beïnvloed door de kabbala. De vroegmoderne ontwikkelingen resulteerden dus in twee verschillende kabbala's, namelijk de joodse en de christelijke, die van elkaar verschillen.

## Deelaspecten

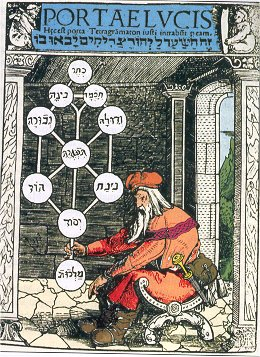
Een Latijnse vertaling van de Shaarey Ora ('De poorten van het licht'), een invloedrijke weergave van de kabbalistische wereldbeschouwing, geschreven door Jozef Gikatilla, 13e eeuw.

### Ein sof
Ein sof is de aanduiding voor het goddelijke in de joodse filosofie en kabbala, voortgekomen uit negatieve theologie (beschrijving van wat God niet is). Het begrip betekent ‘oneindig’ en verwijst naar het goddelijke dat perfect, onveranderlijk, oneindig en niet antropomorf is. Tevens staat het buiten de tijd en kan het niet beschreven worden met taal. Hoe iets kan ontstaan uit het eeuwige en onveranderlijke, kan volgens de kabbala dankzij de sefirot, die uit de Ein sof emaneren. Ein sof wordt dan ook gezien als een voortdurende bron van goddelijk licht (shefa) die het bestaan van de dingen – sefirot, hemel, aarde etc. – mogelijk maakt. Voor bestaan in het algemeen is dus permanente emanatie van licht nodig uit Ein sof. Deze notie van emanatie is van neoplatonische oorsprong.

### Sefirot

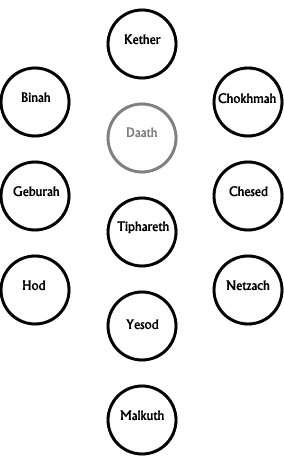
De tien sefirot of aspecten van god, soms voorgesteld als antropomorfisch figuur.

De kosmos werd volgens de Talmoed en Midrasj geschapen en in stand gehouden door twee goddelijke krachten, genade en onverzettelijk oordeel. Elders worden dat tien logoi of 'woorden'. In de klassieke Sefer Jetzirah zijn het tien sefirot (ev: sefira, 'getal'), een soort metafysische getallen als natuurbeginselen die emaneren uit Ein sof. Voor kabbalisten bestond de goddelijke wereld uit Ein sof en de tien aspecten (als emanaties) daarvan. In verschillende bronnen worden die geduid als attributen, vermogens, graden en vooral sefirot.
Globaal worden ze ofwel gezamenlijk voorgesteld als een antropomorf figuur, ofwel als de stadia van goddelijke emanaties. De eerste sefira (keter) ontstaat in Ein sof als de drang om iets te creëren. Vervolgens ontstaat een plan om dat te doen, de wijsheid (hokhmah). Daaruit komt de derde sefira voor, binah, de bron waarin de wil en de wijsheid fysieke emanaties worden. Uit binah komen de twee sefirot voor die het bestaan reguleren, namelijk chesed voor liefde en genade, en din of gevurah voor de goddelijke wet en rechtvaardigheid. De zesde sefira, tiferet, vermengt deze tot een vorm van bestaan. Nezah and hod zijn lagere vormen van hesed en din. Als negende sefira is yesod het middel waarmee goddelijke kracht uitstroomt in de lagere werkelijkheid. De tiende sefira is malkhut of vrouwelijke kracht, en zet de voortdurende goddelijke emanatie om in de daadwerkelijke schepping.
De precieze invulling van de sefirot verschilt van bron tot bron. Volgens de Zohar zijn de sefirot de essentie van God, maar vanaf het begin van de 14e eeuw worden ze ook gezien als instrumenten van Ein sof om de wereld te besturen. Mosheh Cordovero verenigde beide visies, door aan te nemen dat de sefirot tweeledig waren, waarbij het ene deel een vat of instrument voor het andere was. Deze visie werd toonaangevend, maar het concept van de sefirot werd en wordt niet door alle kabbalisten aangehangen. De sefirot hebben bovendien allerlei verschillende associaties. Ze worden verbonden met de tetragrammaton, Bijbelfiguren (Jozef is bijvoorbeeld yesod) en de vermeende structuur en vermogens van de ziel. Het systeem van tien sefirot is in sommige bronnen uitgebreid en is in de luriaanse kabbala zelfs oneindig.

### Dualisme
Het jodendom kende lange tijd geen principe van onafhankelijk kwaad dat God en de schepping tegenwerkt. Zulk dualisme verschijnt in de joodse cultuur pas in de 13e eeuw via de kabbala. Isaak ben Jakob ha-Cohen publiceerde in 1265 te Castilië het Traktaat over de emanaties aan de linkerzijde, waarin de auteur het eerste dualistische systeem uitwerkt met een mythologische beschrijving van het kwaad. Dat kwaad in de wereld was het resultaat van een verstoring in het emanatieproces. Tegenover de sefirot staan parallel lopende negatieve krachten, met namen als Samaël en Lilith, geassocieerd met kwade zaken zoals ziekten. De auteur schreef zijn ideeën onterecht toe aan oudere bronnen. Isaak ben Jakob ha-Cohens dualisme werd grotendeels genegeerd door kabbalisten. Een belangrijke uitzondering was Mozes de Léon, die het in de Zohar verwerkte. Het Traktaat zelf werd echter vergeten door latere auteurs.

### Vier werelden
In de kabbala gaat men globaal uit van vier bestaanslagen, namelijk 1) de sefirot of wereld van de emanaties/sferen, 2) de wereld van de schepping met Gods troonwagen en de hoogste engelen 3) de wereld van de formatie, waar de engelen verblijven, en 4) de wereld van het handelen, oftewel de concrete hemel en aarde. Enkele kabbalisten namen onder invloed van het soefisme een vijfde wereld aan, die van de beelden.

### Theürgie
Theürgische kabbala veronderstelt in principe dat de mens via zekere rituelen de goddelijke sfeer kan beïnvloeden. De harmonie in de lagere sefirot geldt dan ook als verstoord. Vandaar ook de verstrooide goddelijke vonken in de materiële wereld. Door de juiste geboden en rituelen in acht te nemen, kan de kabbalist bijdragen aan het herstel van de oorspronkelijke harmonie. Het correct naleven van Gods geboden is daarbij al een theürgische daad. Zo ontstaat een betere verbinding met de goddelijke kracht die vervat zit in de Ein sof. Mensen kunnen die kracht aanspreken en omlaag trekken langs de sefirot. In zekere zin neemt men dus aan dat de mens invloed kan uitoefenen op de structuur van het goddelijke. In de luriaanse kabbala streeft men naar de bevrijding van de goddelijke vonk uit de demonische fysieke wereld om de oorspronkelijke toestand van het goddelijke te herstellen. Dergelijke theürgische noties vertonen soms neoplatonische invloed.

### Mystiek
In de tweede helft van de 13e eeuw verschijnen teksten over extatische kabbala, waarin technieken worden beschreven om in extase te raken. Avraham Abulafia streefde dit bijvoorbeeld na, en beschouwde de hoogste extase als verlossend en gelijkwaardig aan de profetische staat van de oude profeten. Hij poogde dit te bereiken door het reciteren van de goddelijke namen en ademhalingstechnieken. Zijn denkbeelden zijn beïnvloed door Moses Maimonides en mogelijk het asjkenazische jodendom en het soefisme. Hij beïnvloedde met zijn individualistische extatische kabbala het chassidisme. Zijn messianisme werd door anderen in Spanje met succes sterk bestreden.
Bij enkele kabbalisten, zoals Ezra van Gerona, bestond tevens het geloof in een mystieke vereniging van de mens met God of een aspect daarvan, waarvoor verschillende filosofische termen bestonden die afkomstig waren uit het aristotelisme. Het nastreven van de mystieke vereniging werd opgenomen in het chassidisme.

### Eschatologie
De individuele verlossing gold als het hoogste doel in de kabbala. Dat was onder invloed van neoplatonische of aristotelische psychologie, niet van traditioneel messianisme. Via islamitische bronnen kwam ook de veronderstelling op dat de wereldgeschiedenis verliep in een reeks cycli van verscheidene millennia. Elk daarvan stond in het teken van een bepaalde sefira die het wereldgebeuren beïnvloedde. Ook bestond in verschillende vormen het geloof in de zielsverhuizing, als een tweede kans voor zondaars.
In het Traktaat over de emanaties aan de linkerzijde werkt het principe van het kwaad door in de wereldgeschiedenis, die zou resulteren in een eindstrijd tussen Samaël en de messias.

### Hermeneutiek
De kabbala heeft een specifieke hermeneutische benadering van de dingen. In de theosofische en theürgische kabbala geldt dat de wereld en historische gebeurtenissen als symbolen geïnterpreteerd en bestudeerd kunnen worden om tot diepere inzichten te komen. Alles kan zodoende iets over God en de veranderingen binnenin hem vertellen. Ook teksten konden in potentie oneindig veel verborgen betekenissen bevatten. Die vooronderstelling werd ontwikkeld door de Geronese school. Vanaf de 13e eeuw gebruikte men ook in de extatische kabbala hermeneutische methoden, zoals het omwisselen van letters en het uitrekenen van getallenwaardes van woorden (gematria) om tot nieuwe betekenissen te komen.

## Kabbalah Center
De interesse in de kabbala kreeg in de tweede helft van de 20e eeuw een stimulans door het controversiële Kabbalah Center van Philip Berg (1929-2013) in Los Angeles. Dit centrum trekt vele niet-joden aan, waaronder bekende artiesten als Madonna, Demi Moore, Ashton Kutcher, Mick Jagger, Ariana Grande, Britney Spears en Lindsay Lohan. Het centrum krijgt veel negatieve kritiek van joodse organisaties, en wordt gezien als een mengeling van kabbalistische terminologie en beïnvloed door new age. De instelling zou weinig raakvlakken hebben met de originele kabbala.
Ondanks de populariteit van het Kabbalah Center, is dit niet de enige organisatie die kabbala onderwijst. De oorspronkelijke kabbala wordt uit authentieke bronnen, namelijk de geschriften van de grote kabbalisten wereldwijd onderwezen door de non-profitorganisatie Bnei Baruch.